# Vallée de la Suguta
La vallée de la Suguta, parfois vallée de Suguta, connue aussi comme « vasières de Suguta », est une zone aride de la vallée du Grand Rift au Kenya, immédiatement au sud du lac Turkana.

## Géographie
La vallée de la Suguta est de nos jours l'une des parties les plus arides du Kenya, avec des précipitations annuelles inférieures à 300 millimètres. Le lac Logipi déborde saisonnièrement sur une petite partie de l'extrême nord de la vallée. Cette dernière est relativement plate et s'élève à 300 mètres d'altitude. Les terres qui la bordent à l'est et à l'ouest atteignent 1 000 mètres et sont parsemées de cône de cendres volcaniques. Un vaste complexe volcanique sépare la vallée du lac Turkana. Le mont Ng'iro s'élève à l'est de la vallée[source insuffisante]. L'escarpement de Losiolo, qui culmine à deux mille mètres au-dessus du fond de la vallée sur son flanc oriental près de Maralal, propose une vue remarquable sur la partie kényane de la vallée du rift. Le Namarunu, un volcan actif à l'époque historique, s'étend dans la vallée, empiétant sur son escarpement occidental.
La vallée s'étend le long de l'axe du rift de Gregory, fossé d'effondrement datant du Pliocène, au long d'une ceinture de trente-cinq kilomètres de large qui s'étend entre le soulèvement du socle du Ng'iro à l'est et le plateau de Loriu à l'ouest ; elle est plus étroite dans sa partie méridionale. Les roches volcaniques exposées comprennent du basalte, des tufs et des cendres volcaniques qui se sont formés entre 4,2 et 3,8 millions d'années auparavant ; on trouve aussi les restes d'un volcanisme trachytique ayant duré de 3,8 à 2,6 millions d'années et, enfin, on trouve des basaltes et basaltes alcalins formés depuis la fin de la période précédente jusqu'à aujourd'hui. Au début du Pliocène, la direction de la contrainte crustale horizontale, c'est-à-dire la direction dans laquelle la faille s'élargissait, était NO-SE.

## Hydrologie
À un moment de l'histoire le lac Suguta occupait la vallée et se déversait dans le lac Turkana. Son niveau s'est élevé et abaissé plusieurs fois durant les 18 000 dernières années du fait des changements de pluviométrie consécutifs au subpluvial néolithique qui dure de 14 800 à 5 500 ans avant nos jours.
Pour la dernière période, le niveau du lac commence à baisser il y a 8 000 ans, la baisse atteignant 250 mètres.
La vallée est parcourue par un cours d'eau saisonnier, la rivière Suguta, laquelle, en saison humide, forme le lac temporaire Alablad, adjacent au lac Logipi au nord. En saison sèche, des sources alcalines d'eau chaude aident à maintenir le niveau du lac, qui atteint 3 à 5 mètres à son plus profond ; il fait à ce moment 6 kilomètres de long et 3 de large.

## Écologie
Les eaux salines du lac fournissent de la nourriture aux cyanobactéries et autres planctons, qui à leur tour servent de nourriture aux flamants.
Du fait de l'inaccessibilité et du climat rude, avec des températures atteignant 60 °C, seuls les plus déterminés visitent l'endroit.

## Société
La vallée sert de refuge aux voleurs de bétail et est considérée comme une zone « interdite » par la police en raison de l'environnement extrêmement rude et de la maîtrise du terrain qu'ont les voleurs. En novembre 2012 plus de 40 membres des forces de l'ordre sont tués près de Baragoi alors qu'ils mènent une mission destinée à retrouver du bétail volé sur fond d'affrontements inter-ethniques.